# Vernalização

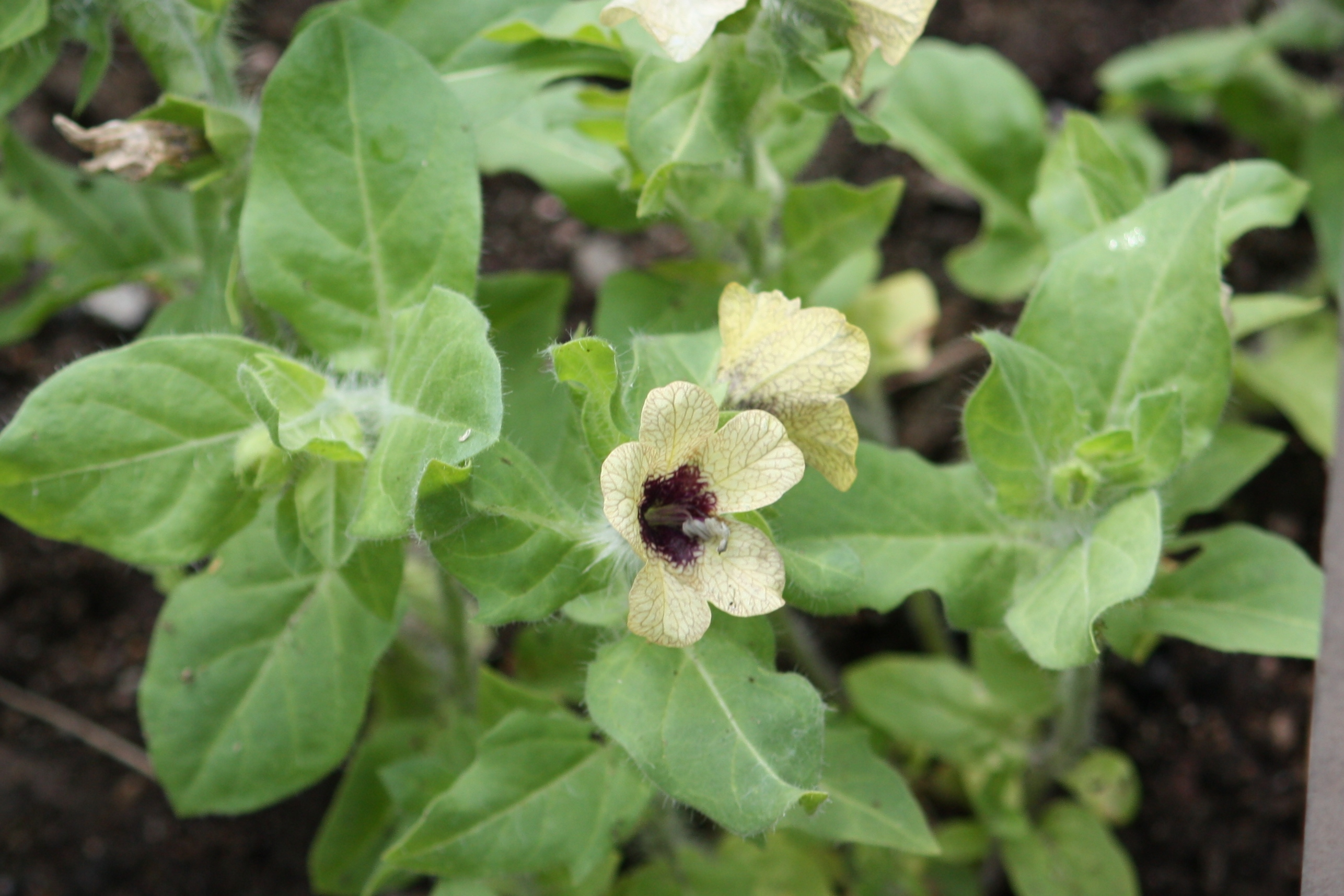
Muitas espécies de meimendro (Hyoscyamus niger) necessitam de vernalização antes da floração.

Vernalização é uma técnica agrícola que expõe as sementes ou plantas a temperaturas baixas, o que acelera a produção de flores ou frutos. É a indução do processo de floração de uma planta pela exposição ao frio prolongado do inverno, ou por um frio artificial equivalente. Após a vernalização, as plantas adquirem a capacidade de florescer, mas podem necessitar de sinais sazonais adicionais ou de semanas de crescimento antes de realmente florescerem. O termo é por vezes utilizado para se referir à necessidade das plantas herbáceas (não lenhosas) passarem por um período de dormência fria para produzirem novos caules e folhas, mas este método é desaconselhado.
A indução floral é iniciada a partir de temperaturas entre 0ºC e 7ºC, e deve ocorrer por ciclos indutivos que podem ser de 1 a 90 dias de acordo com a espécie. É capaz de tornar a planta menos exigente em fotoperíodo e temperaturas baixas, permitindo a diferenciação e formação de bulbos em locais que não possuem as condições climáticas adequadas para determinado cultivar.
Muitas plantas que crescem em climas temperados requerem vernalização e devem passar por um período de baixas temperaturas no inverno para começar a acelerar o processo de floração. Isto garante que o desenvolvimento reprodutivo e a produção de sementes ocorra na primavera e no inverno, e não no outono.
O frio necessário normalmente expressa-se no horário de arrefecimento. As temperaturas típicas para a vernalização situam-se entre 1 e 7 graus Celsius. Para muitas plantas perenes, como as árvores de fruto, é necessário um período de frio antes que a dormência seja induzida e depois, após o período exigido, saem da dormência antes de florescerem. Muitas plantas anuais de inverno monocárpicas e bienais, como alguns ecótipos de Arabidopsis thaliana e os cereais de inverno, como o trigo, devem primeiro passar por um período prolongado de frio antes de ocorrer a floração.